# Distretto di Ústí nad Orlicí
Il distretto di Ústí nad Orlicí (in ceco okres Ústí nad Orlicí) è un distretto della Repubblica Ceca nella regione di Pardubice. Il capoluogo di distretto è la città di Ústí nad Orlicí.

## Geografia antropica
Il distretto conta 115 comuni:

### Città
- Brandýs nad Orlicí
- Choceň
- Česká Třebová
- Jablonné nad Orlicí
- Králíky
- Lanškroun
- Letohrad
- Ústí nad Orlicí
- Vysoké Mýto
- Žamberk

### Comuni mercato
- Dolní Čermná
- Kunvald

### Comuni
- Albrechtice
- Anenská Studánka
- Běstovice
- Bošín
- Bučina
- Bystřec
- Cotkytle
- Čenkovice
- Červená Voda
- Česká Rybná
- České Heřmanice
- České Libchavy
- České Petrovice
- Damníkov
- Dlouhá Třebová
- Dlouhoňovice
- Dobříkov
- Dolní Dobrouč
- Dolní Morava
- Džbánov
- Hejnice
- Helvíkovice
- Hnátnice
- Horní Čermná
- Horní Heřmanice
- Horní Třešňovec
- Hrádek
- Hrušová
- Jamné nad Orlicí
- Javorník
- Jehnědí
- Kameničná
- Klášterec nad Orlicí
- Koldín
- Kosořín
- Krasíkov
- Leština
- Libecina
- Libchavy
- Lichkov
- Líšnice
- Lubník
- Lukavice
- Luková
- Mistrovice
- Mladkov
- Mostek
- Nasavrky
- Nekoř
- Nové Hrady
- Orlické Podhůří
- Orličky
- Ostrov
- Oucmanice
- Pastviny
- Petrovice
- Písečná
- Plchovice
- Podlesí
- Přívrat
- Pustina
- Radhošť
- Rudoltice
- Rybník
- Řepníky
- Řetová
- Řetůvka
- Sázava
- Seč
- Semanín
- Skořenice
- Slatina
- Sobkovice
- Sopotnice
- Sruby
- Stradouň
- Strážná
- Studené
- Sudislav nad Orlicí
- Sudslava
- Svatý Jiří
- Šedivec
- Tatenice
- Těchonín
- Tisová
- Trpík
- Třebovice
- Týnišťko
- Újezd u Chocně
- Velká Skrovnice
- Verměřovice
- Vinary
- Voděrady
- Vraclav
- Vračovice-Orlov
- Výprachtice
- Zádolí
- Záchlumí
- Zálší
- Zámrsk
- Zářecká Lhota
- Žampach
- Žichlínek